# Port de Comillas
Le port de Comillas est un site côtier de la mer Cantabrique aménagé en un port de pêche. Il est situé dans la commune de Comillas, dans la Communautés autonomes d'Espagne de Cantabrie.

## Présentation
Si le nom de de la ville portuaire de Comillas est attesté dès le XIe siècle, l'occupation humaine du site est plus ancienne, comme l'attestent les vestiges retrouvés d'un possible castro de Cantabrie et ceux d'un autel dédié au dieu romain Jupiter.
Garcilaso de la Vega fait édifier au début du XIVe siècle une tour à l'entrée de Comillas. Celle-ci est utilisée par ses descendants, les marquis de Santillana, pour signaler la présence du port, avec l'ambition de briser le monopole maritime de la ville voisine de San Vicente de la Barquera sur ce secteur côtier. Les habitants de Comillas commencent à pratiquer la pêche de manière significative à partir du XVIe siècle, ce qui leur était jusqu'alors impossible, ceux de Saint-Vincent de la Barquera jouissant de ce privilège sur deux lieues à l'est et deux lieues à l'ouest de leur port. Les plus anciennes ordonnances de la confrérie des pêcheurs du Santo Cristo del Amparo de Comillas datent de 1522, amendées et renouvelées en 1611. Au cours du XVIIe siècle, Comillas devient la capitale de la chasse à la baleine de la Cantabrie, procurant à la ville les moyens de financer la construction de quais et de bâtiments publics.

## Galerie
Photos anciennes

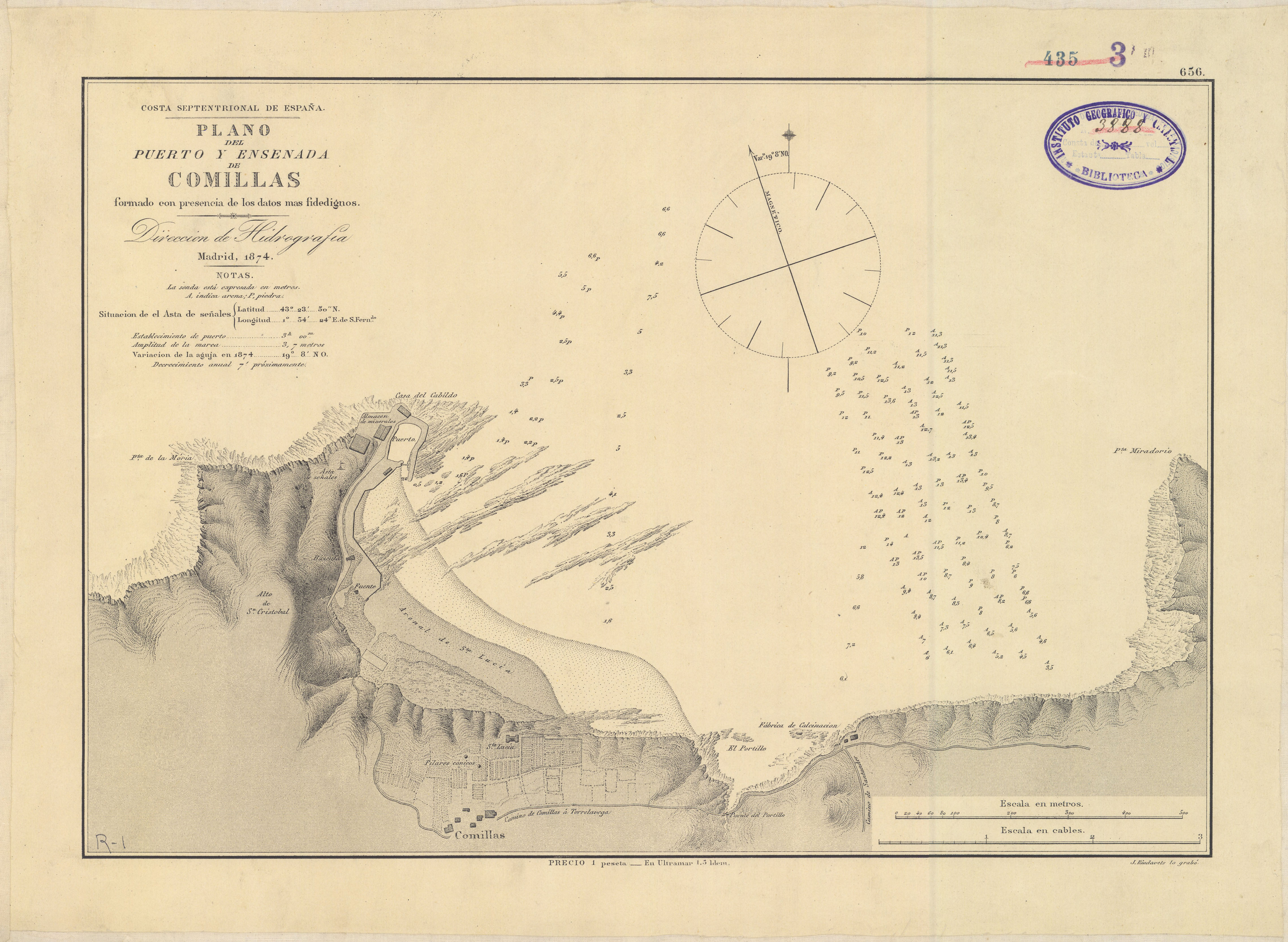
Carte marine (1874)
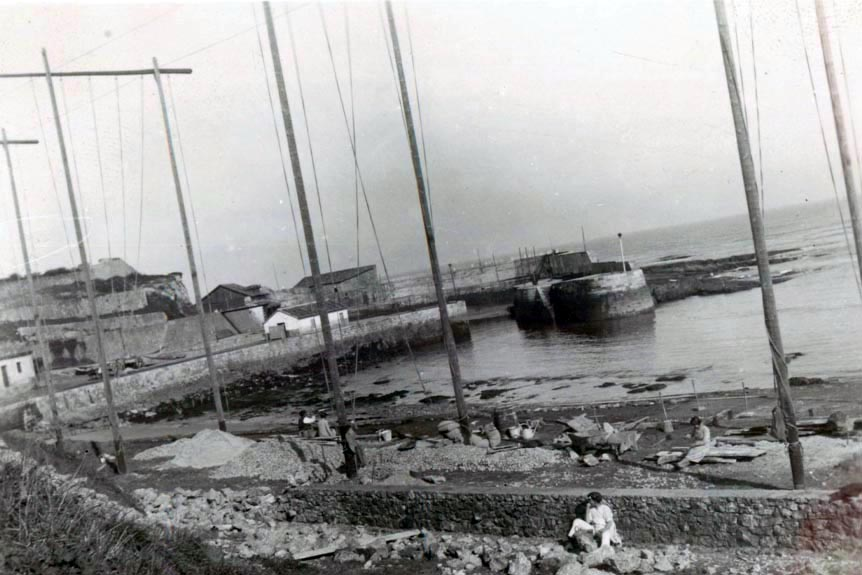
Séchage de filets de pêche

Photos actuelles

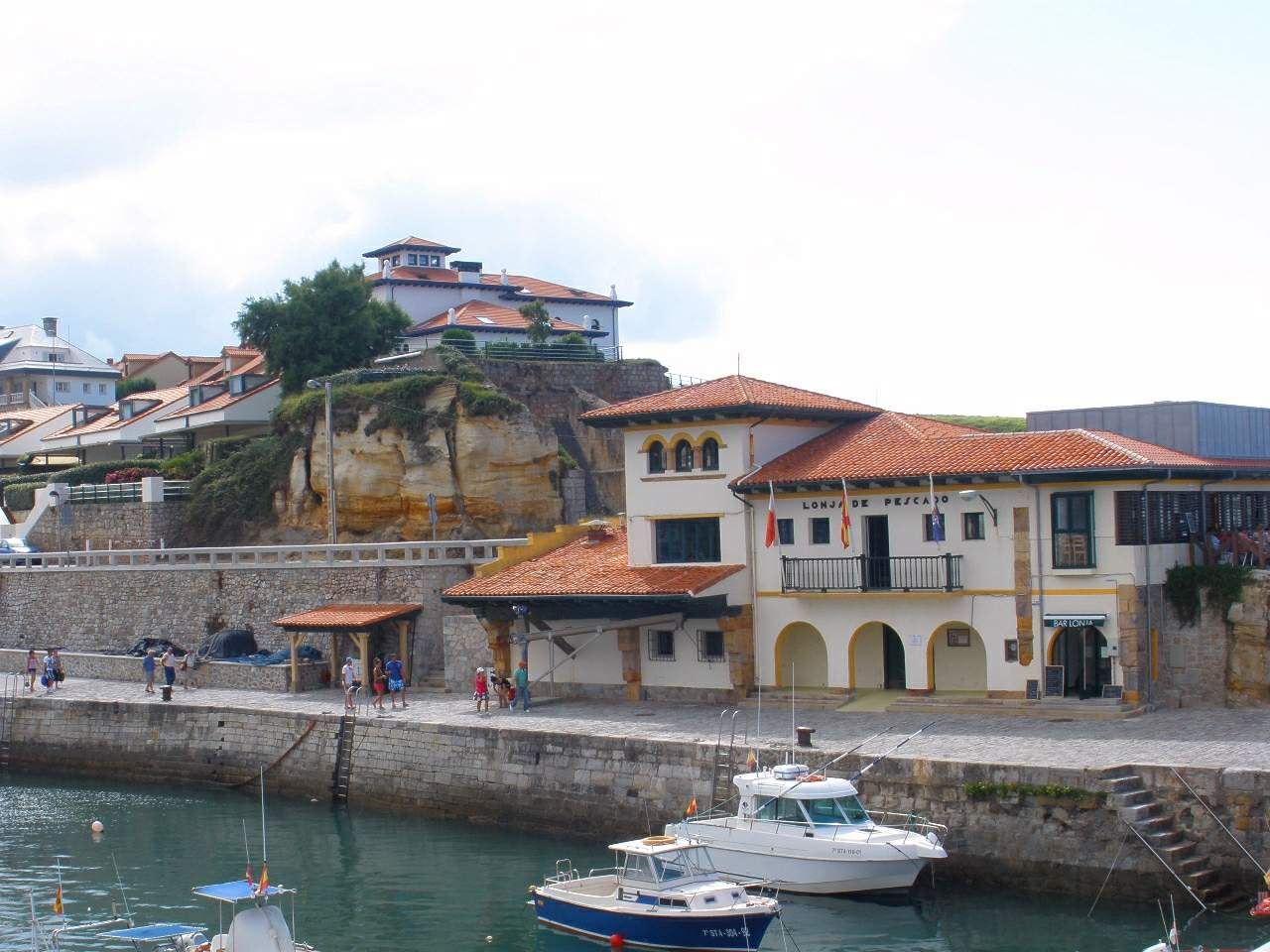
Lonja de Pescado
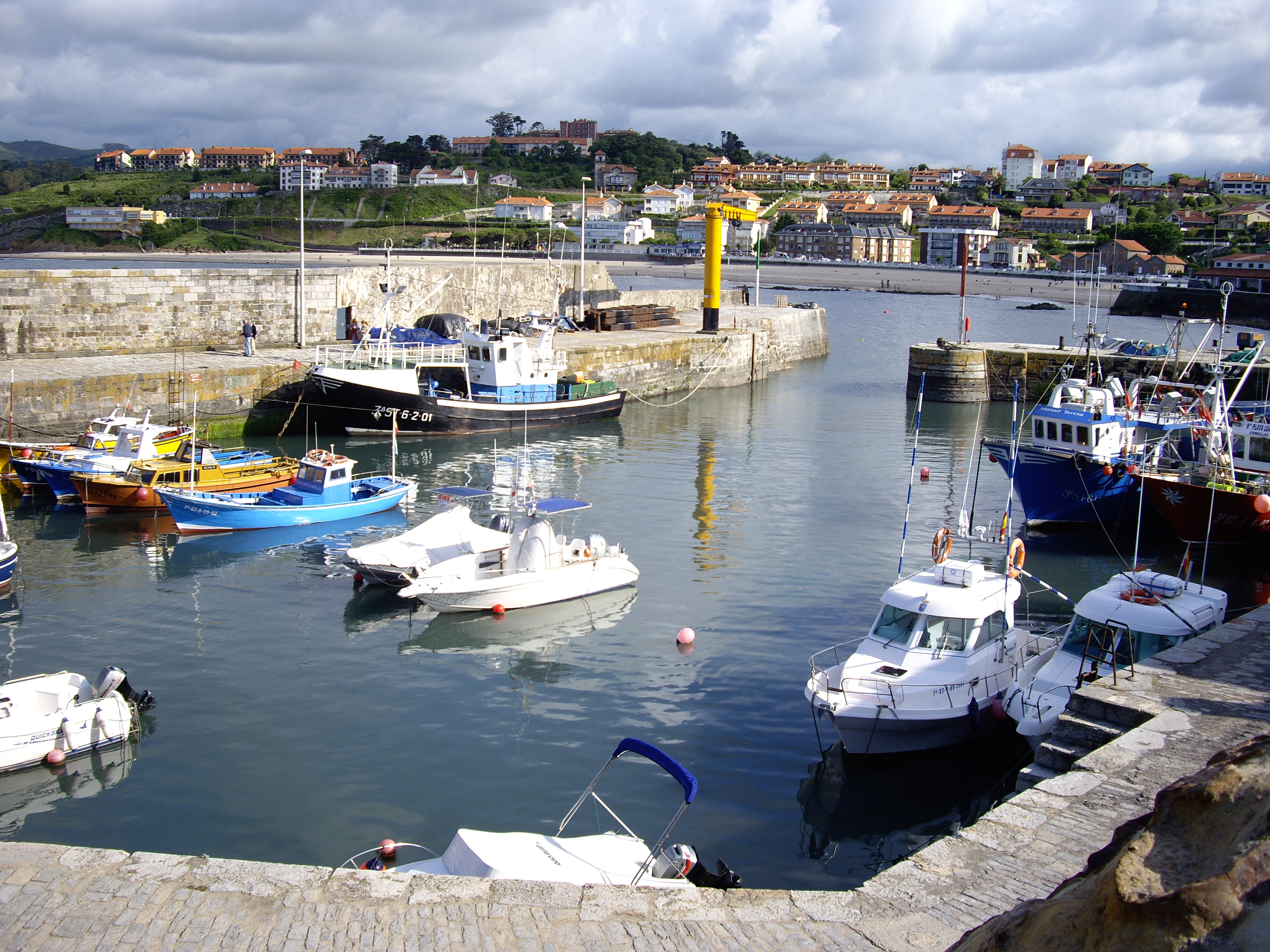
Bassin à marée